# Coeloprocta
Coeloprocta is een kevergeslacht uit de familie van de boktorren (Cerambycidae). De wetenschappelijke naam van het geslacht werd voor het eerst geldig gepubliceerd in 1926 door Aurivillius.

## Soorten
Coeloprocta omvat de volgende soorten:
- Coeloprocta humeralis (Breuning, 1940)
- Coeloprocta singularis Aurivillius, 1926